# Lucien Monsi-Agboka
Lucien Monsi-Agboka (* 3. Juni 1926 in Agoué, Benin; † 27. April 2008 in Cotonou, Benin) war erster Bischof von Abomey in Benin.

## Leben
Lucien Monsi-Agboka  besuchte von 1943 bis 1954 das Kleine Seminar in Ouidah und studierte Theologie und Philosophie in Rom, wo er am 21. Dezember 1957 das Sakrament der Priesterweihe für das Erzbistum Cotonou empfing. Er war zunächst als Vikar in Bohicon tätig und lehrte von 1960 bis 1962 am Collège Père Aupiais in Cotonou. Seiner Berufung als Rektor kam seine Ernennung zum Bischof zuvor.
Am 5. April 1963 ernannte ihn Papst Paul VI. zum ersten Bischof des mit gleichem Datum errichteten Bistums Abomey. Die Bischofsweihe spendete ihm am 21. Juli 1963 der damalige Erzbischof von Cotonou und spätere Kurienkardinal Bernardin Gantin; Mitkonsekratoren waren Bernard Yago, Erzbischof von Abidjan und späterer Kardinal, und Robert-Casimir Tonyui Messan Dosseh-Anyron, Erzbischof von Lomé.
An der zweiten bis vierten Sitzungsperiode des Zweiten Vatikanischen Konzils nahm er als Konzilsvater teil.
Am 25. November 2002 nahm Papst Johannes Paul II. sein altersbedingtes Rücktrittsgesuch an. 
Lucien Monsi-Agboka war ein überaus beliebter Bischof, Vermittler zwischen Regierung und der Bevölkerung im Benin und Initiator wichtiger sozialer Reformen im Benin. Zu seinen Ehren fand ein Requiem mit großer Teilnahme der Politiker des Benin wie Raphiou Toukourou, Valentin Agbo und anderen statt.